# Avinor
Avinor AS es la empresa pública que opera la mayor parte de los aeropuertos civiles en Noruega. El Estado de Noruega, a través del Ministerio de Transporte y comunicaciones (bokmål: Samferdselsdepartementet, nynorsk: Samferdsledepartementet) controla el 100 % del capital social. Avinor fue creada el 1 de enero de 2003 mediante la nacionalización de la Administración de la Aviación Civil de Noruega conocida como Luftfartsverket. Su sede se encuentra en Bjørvika, Oslo.
Avinor posee y opera 45 aeropuertos en Noruega, 14 de ellos en cooperación con la Real Fuerza Aérea Noruega, y es responsable del control del tráfico aéreo en el país, además de operar los centros de control de área de Bodø, Stavanger y Oslo. Cuenta con 2400 empleados incluyendo el control de tráfico aéreo, de navegación, rescate, mantenimiento, administración y operaciones aeroportuarias.